# Vương quyền Aragón
Vương quyền Aragón (/ˈærəɡən/; tiếng Tây Ban Nha: Corona de Aragón; tiếng Aragon: Corona d'Aragón; tiếng Catalunya: Corona d'Aragó; tiếng Anh: Crown of Aragon) là một chế độ quân chủ hỗn hợp do một vị vua cai trị, khởi nguồn từ liên minh giữa Vương quốc Aragon và Bá quốc Barcelona, chính thức kết thúc do hậu quả của Chiến tranh Kế vị Tây Ban Nha. Ở đỉnh cao quyền lực của mình vào thế kỷ 14 và 15, Vương quyền Aragon là một đế chế hàng hải kiểm soát một phần lớn miền Đông Tây Ban Nha ngày nay, một phần của khu vực ngày nay là miền Nam nước Pháp, và một đế chế Địa Trung Hải bao gồm quần đảo Baleares, Sicily, Corsica, Sardinia, Malta, Nam Bán đảo Ý (từ năm 1442) và một phần của Hy Lạp (cho đến năm 1388).
Các khu vực cấu thành nên thuộc vương quyền không được thống nhất về mặt chính trị, ngoại trừ tất cả lãnh thổ đều được cai trị bởi một vị vua, người cai trị từng chính thể tự trị theo luật riêng, tạo ra nguồn thu theo từng cơ cấu thuế, giao dịch riêng với từng Cort hoặc Cortes, đặc biệt là Vương quốc Aragón, Thân vương quốc Catalunya, Vương quốc Majorca và Vương quốc Valencia. Vương quyền Aragón lớn hơn không được nhầm lẫn với Vương quốc Aragón, chỉ là một phần lãnh thổ thuộc vương quyền.
Năm 1469, một liên minh mới được thiết lập giữa Vương quyền Aragon với Vương quyền Castilla bởi Quân chủ Công giáo, tạo ra thuật ngữ mà người đương thời gọi là "Tây Ban Nha", dẫn đến việc hình thành Quân chủ Tây Ban Nha, như một chế độ quân chủ hỗn hợp dưới thời các quân chủ Habsburg. Vương quyền vẫn duy trì cho đến khi nó bị bãi bỏ bởi Sắc lệnh Nueva Planta do Vua Felipe V ban hành vào năm 1716, đến từ hậu quả của sự thất bại của Đại Công tước Karl (với tư cách là Carlos III của Aragón) trong Chiến tranh Kế vị Tây Ban Nha.

## Bối cảnh
Về mặt hình thức, trung tâm chính trị của Vương quyền Aragon là Zaragoza, nơi các vị vua lên ngôi tại Nhà thờ chính tòa La Seo. Thủ đô 'trên thực tế' và trung tâm văn hóa, hành chính và kinh tế hàng đầu của Vương quyền Aragon là Barcelona, tiếp theo là Valencia. Cuối cùng là Palma trên đảo Majorca là một thành phố và cảng biển quan trọng.
Vương quyền Aragon bao gồm Vương quốc Aragon, Thân vương quốc Catalunya (cho đến thế kỷ XII là Bá quốc Barcelona và những lãnh thổ xung quanh), Vương quốc Valencia, Vương quốc Majorca, Vương quốc Sicily, Malta, Vương quốc Napoli và Vương quốc Sardinia. Trong một thời gian ngắn, Vương quyền Aragon cũng kiểm soát Montpellier, Provence, Corsica và Công quốc Athens và Công quốc Neopatras ở Frankokratia.
Các quốc gia ngày nay được gọi là Tây Ban Nha và Bồ Đào Nha đã trải qua thời Trung Cổ sau năm 722, thông qua một cuộc đấu tranh không liên tục được gọi là Reconquista. Cuộc đấu tranh này đã khiến các vương quốc Cơ đốc giáo ở phía Bắc chống lại các vương quốc nhỏ của người Hồi giáotaifa ở Al-Andalus ở phía Nam, và bản thân các quốc gia Cơ đốc này cũng chống lại nhau.
Vào cuối thời Trung cổ, việc mở rộng Vương quyền của người Aragon về phía Nam đã bị chặn lại bởi quân đội của Vương quyền Castile đang tiến về phía Đông đến Vùng Murcia. Sau đó, Vương triều Aragon tập trung vào việc đánh chiếm các lãnh thổ ở Địa Trung Hải, cai quản các vùng xa thuộc Hy Lạp và Bờ biển Barbary, trong khi Bồ Đào Nha, quốc gia hoàn thành Reconquista vào năm 1249, tập trung vào Đại Tây Dương. Lính đánh thuê từ các vùng lãnh thổ trong vương quyền, được gọi là Almogavars đã tham gia vào việc thành lập "đế chế" Địa Trung Hải này, và sau đó đã tìm được việc làm tại các quốc gia trên khắp Nam Âu.
Vương quyền Aragon đã được coi là một đế chế cai trị ở Địa Trung Hải trong hàng trăm năm, với quyền lực dân chủ được thực hiện để thiết lập các quy tắc trên toàn bộ vùng biển, (ví dụ như đã được ghi lại trong "Llibre del Consolat del Mar" hoặc "Book of the Consulate of the Sea", viết bằng tiếng Catalan, là một trong những tập hợp luật hàng hải lâu đời nhất trên thế giới). Vương quyền Aragon ở thời kỳ đỉnh cao, thực sự là một trong những cường quốc ở châu Âu.
Tuy nhiên, các lãnh thổ khác khau trong vương quyền không được thống nhất về chính trị, chúng chỉ được cai trị chung bởi một vị vua, giống với Đế quốc Achaemenes trước đây. Một nhà sử học hiện đại, Juan de Contreras y Lopez de Ayala, Marqués de Lozoya đã mô tả Vương quyền của Aragon giống như một liên minh hơn là một vương quốc tập trung, chứ chưa nói đến một đế chế. Cũng không có tài liệu chính thức nào đề cập đến nó như một đế chế (Imperium hoặc bất kỳ từ ghép nào); thay vào đó, nó được coi là một liên minh triều đại của các vương quốc tự trị.

### Sự bành trướng

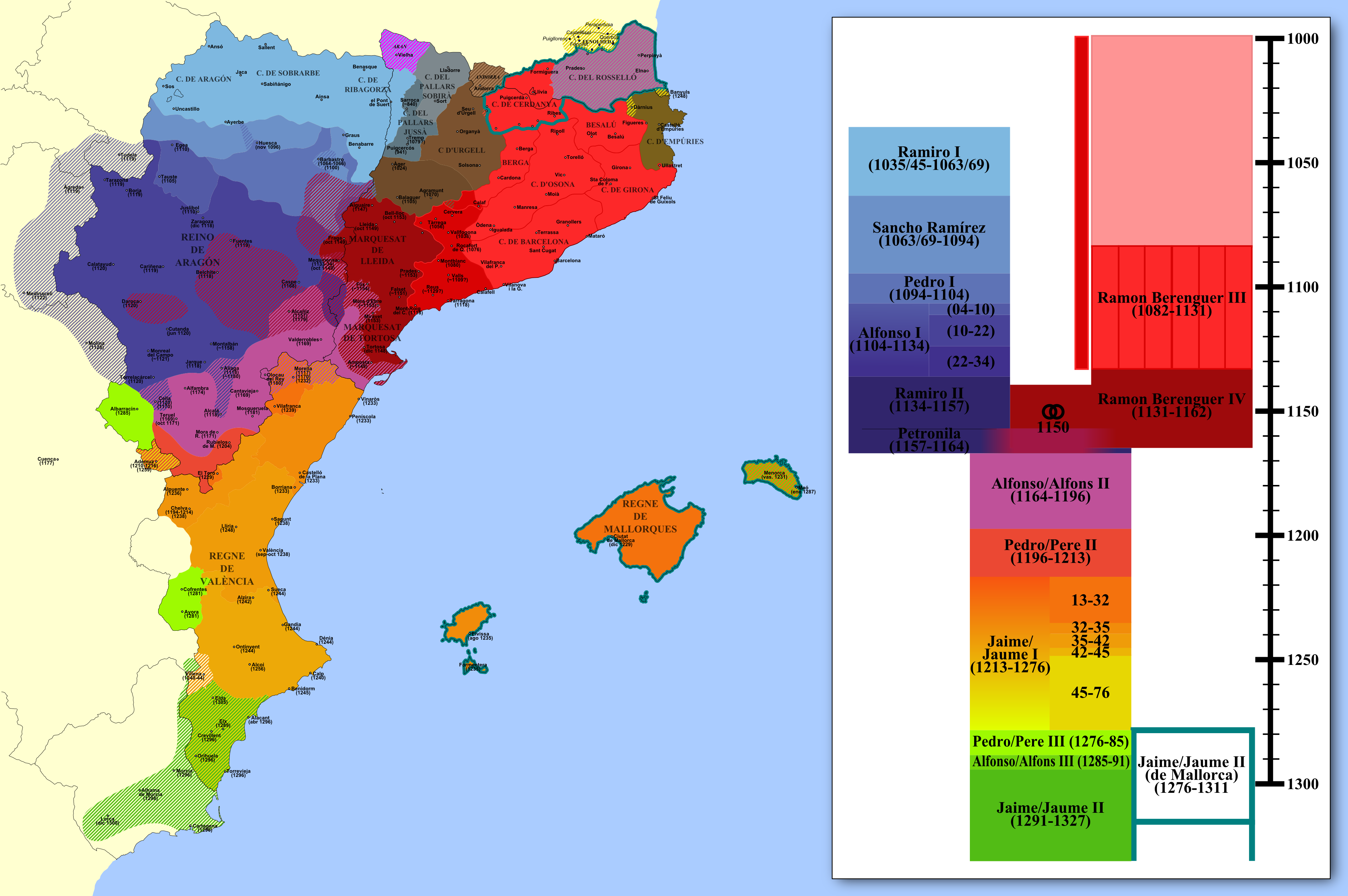
Sự mở rộng lãnh thổ của Vương quyền Aragon giữa thế kỷ XI và XIV ở bán đảo Iberia và quần đảo Balearic.

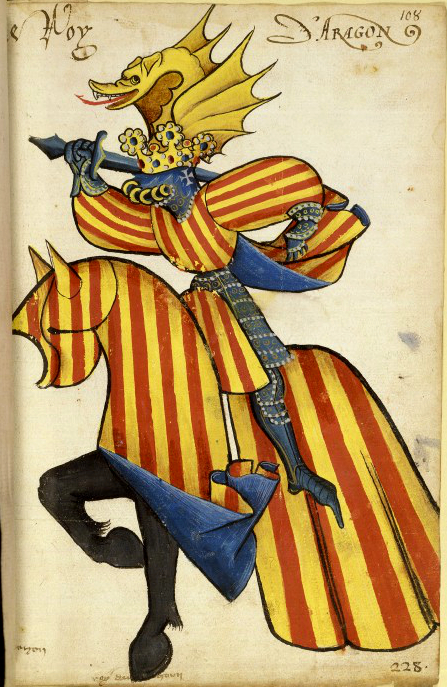
Huy hiệu cưỡi ngựa của vua Alfonso V của Aragon trong Equestrian armorial của Huân chương Long cừu vàng 1433–1435. Bộ sưu tập Bibliothèque de l'Arsenal.

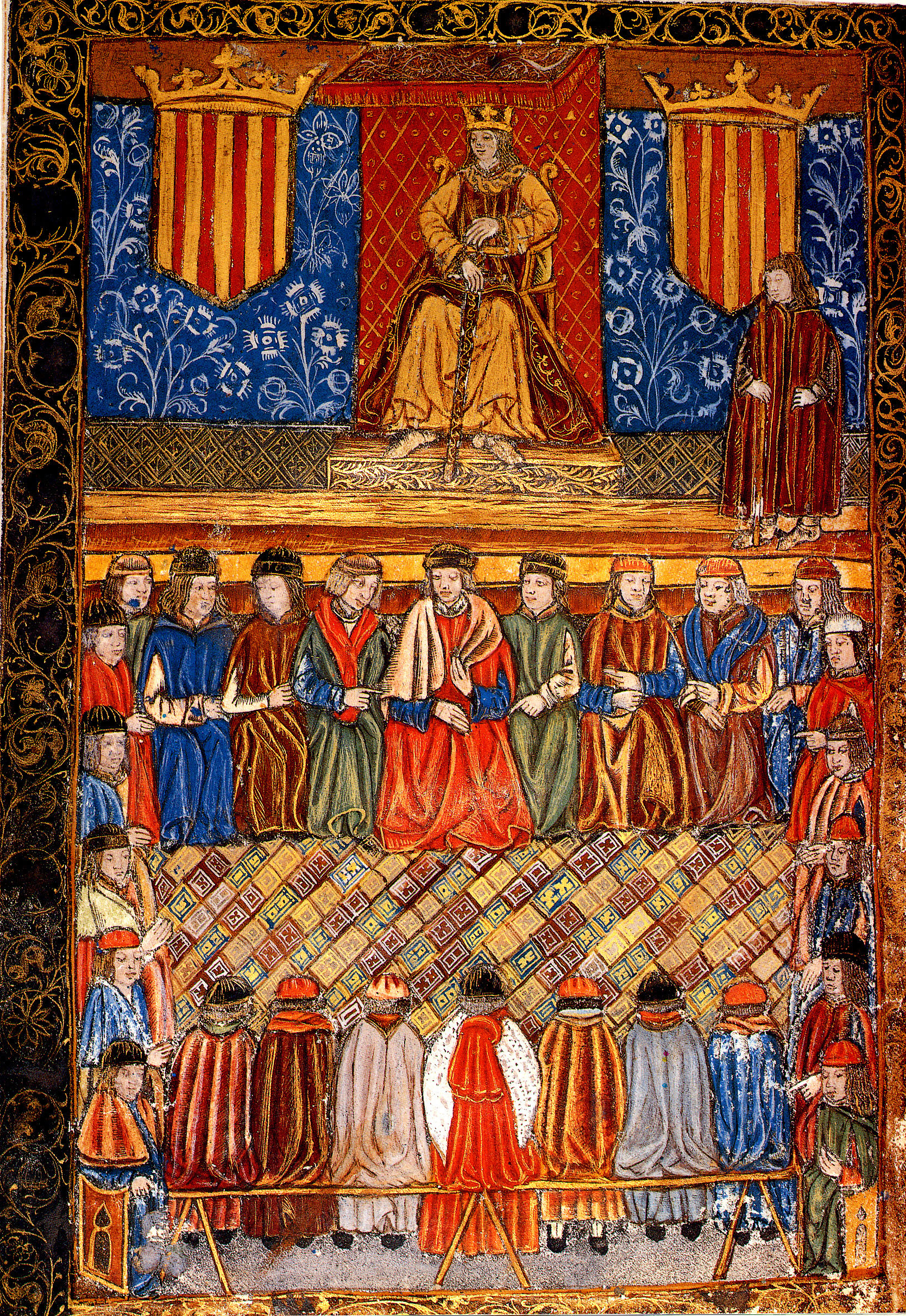
Fernando II của Aragon trên ngai vàng của ông ta có hai chiếc khiên với biểu tượng của Con dấu Hoàng gia của Aragon. Tiền đề của một ấn bản năm 1495 của hiến pháp Catalan.